# Motor ultrasónico
Un motor ultrasónico es un tipo de motor eléctrico alimentado por la vibración ultrasónica de un componente, el estator, colocado contra el otro componente, el rotor o corredera, dependiendo del esquema de operación (rotación o transición lineal).
Uno de los usos más comunes de los motores ultrasónicos es la aplicación en lentes de las cámaras fotográficas, y se utiliza para mover elementos de lentes como parte del sistema de enfoque automático. Los motores ultrasónicos reemplazan al micromotor que suele ser más ruidoso y lento que este.

## Aplicaciones
Canon es uno de los pioneros en motores ultrasónicos y crearon el famoso "USM" a finales de 1980 incorporándolo en el mecanismo de auto foco para los lentes de montura Canon EF. Numerosas patentes de motores ultrasónicos fueron creadas por Canon, su rival Nikon y otras empresas similares. Canon no sólo incluyó su motor ultrasónico (USM) en sus Cámaras DSLR, sino que también lo agregó a la cámara bridge Canon PowerShot SX1 IS. El motor ultrasónico es actualmente usado por muchos electrónicos de consumo y de oficina que requieren precisión de rotación sobre largos periodos de tiempo.
La tecnología es aplicada a los lentes fotográficos por una variedad de compañías bajo diferentes nombres:
- Canon – USM, UltraSonic Motor
- Minolta, Konica Minolta, Sony – SSM, SuperSonic Motor
- Nikon – SWM, Silent Wave Motor
- Olympus – SWD, Supersonic Wave Drive
- Panasonic – XSM, Extra Silent Motor
- Pentax – SDM, Supersonic Dynamic Motor
- Sigma – HSM, Hyper Sonic Motor
- Tamron - USD, Ultrasonic Silent Drive
- Actuated Medical, Inc. - Direct Drive, MRI Compatible Ultrasonic Motor

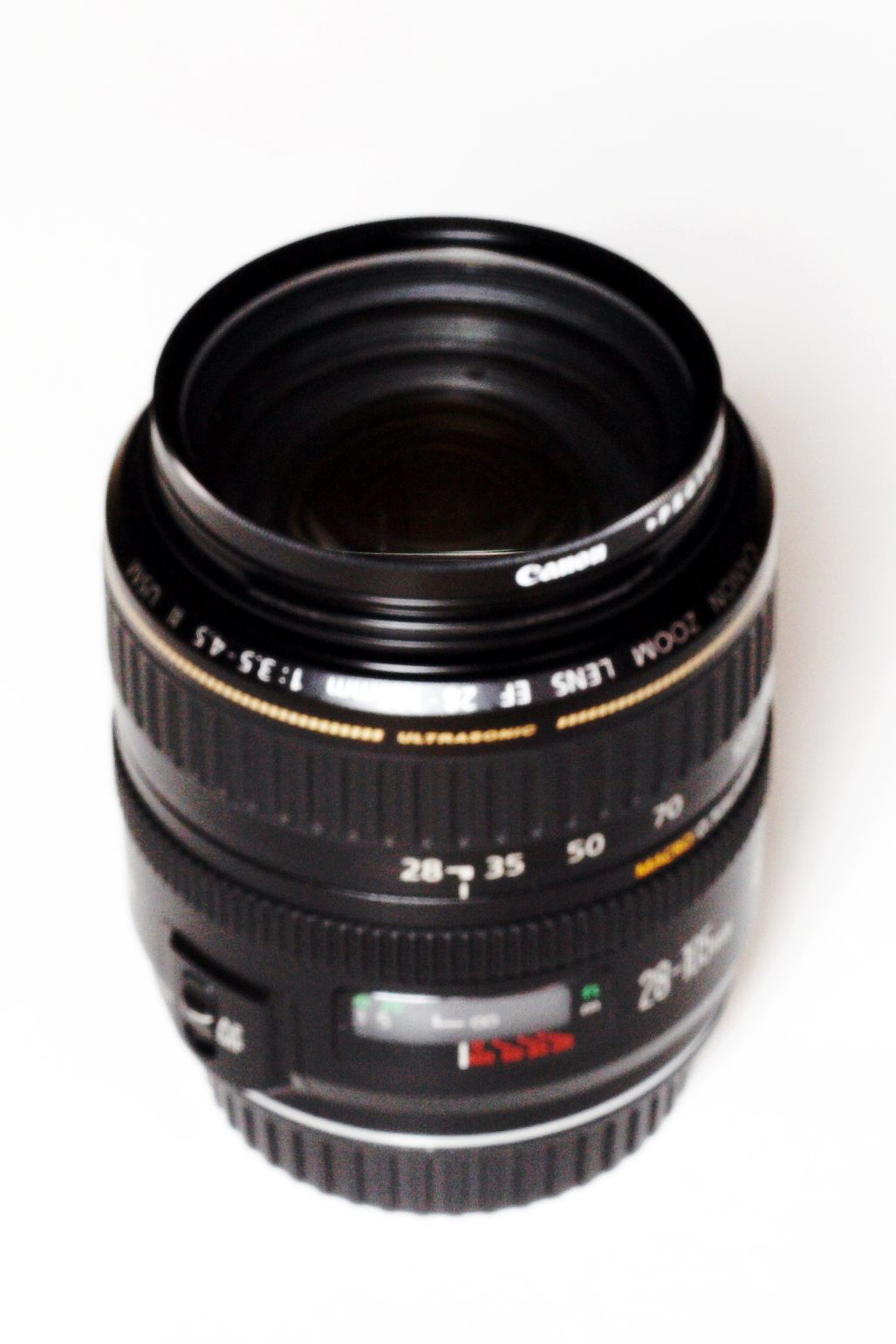
Lente Canon EF 28-105 mm f/3.5-4.5 USM II

## Motor ultrasónico de Canon (USM)
El motor ultrasónico o USM (del inglés Ultrasonic motor) apareció con la introducción del objetivo EF 300 mm f/2.8L USM en 1987. Canon fue el primer fabricante de cámaras en comercializar exitosamente la tecnología USM. Los objetivos EF equipados con unidad de motor ultrasónico son más rápidos, silenciosos y precisos en operaciones de autofoco, y consumen menos energía que los motores convencionales.
Existen dos tipos de motores ultrasónicos: los de tipo anillo y los de micromotor: 
- Los de tipo anillo son más valorados debido a su rendimiento y a una mayor eficiencia, y porque permiten el enfoque manual continuo sin salir del modo de autofoco.
- Los de micromotor se utilizan en objetivos económicos para mantener su bajo costo. Es posible implementar el enfoque manual continuo en objetivos con micromotor USM, aunque se requieren componentes mecánicos adicionales, por lo que se realiza en raras ocasiones.

La mayoría de los objetivos con USM se identifican con un anillo dorado y la etiqueta "Ultrasonic" del mismo color impresa en el cañón. No obstante, los objetivos de la serie L que incluyen USM no poseen dicho anillo, ya que incluyen el anillo rojo que los identifica. En cambio, poseen la etiqueta "Ultrasonic" impresa en rojo en el cañón del objetivo.
- Datos: Q10541502